# 遺言弁護士・真崎事務所 ホタル
『遺言弁護士・真崎事務所 ホタル』（ゆいごんべんごし まさきじむしょ ホタル）は、原作：城アラキ、漫画：ワカサ・ショウによる日本の漫画。集英社の雑誌『グランドジャンプ』に連載された。真崎事務所は死んでいく人間の想いを受け止めながら、相続相談の依頼を受けていく。一話完結式でストーリーが構成されている。

## 登場人物
真崎 蛍（まさき けい）
真崎事務所の弁護士。
相続相談が多いため、遺言弁護士と呼ばれている。
酒飲みで、事務所で二日酔いで寝込んでいることが多い。
桂 未来（かつら みき）
真崎事務所所属のノキ弁の新米弁護士。おっちょこちょいな性格。
五郎さん
真崎事務所がある建物居の1階にある酒屋「周五郎」の主人。
小説家・山本周五郎に詳しく、山本作品の言葉で客に人生訓を述べる。

## 書誌情報
- 原作：城アラキ、漫画：ワカサ・ショウ 『遺言弁護士・真崎事務所 ホタル』 集英社〈ヤングジャンプ・コミックス〉 全3巻[1]
  1. 2013年06月19日発売、ISBN 978-4-08-879642-0[2]
  2. 2013年12月19日発売、ISBN 978-4-08-879727-4[3]
  3. 2014年06月19日発売、ISBN 978-4-08-879862-2[4]